# 复视
複視（英語：diplopia，double vision）是把一个物体看成两个的视功能障碍。
当用两眼同时视物时，虽然在视网膜上形成的物像只是二维空间的平面像，但由于两眼球的位置不同，左右稍为分开，看物体时的角度略有不同，因此物体投射到视网膜上的物像及其在视网膜上的位置也略有不同，物像的这种微细形态差别和位置差别称为视差。
两眼视网膜上具有视差的物像传到大脑视皮质中枢，经过综合后，就产生一个对周围环境有高、宽、深三维空间的立体像，这种视觉称为双眼视觉或双眼单视。
双眼视觉仅存在于人类和高级脊椎动物，使其能更准确地判断周围环境中物体的位置、方向、距离、大小和形状。尤其在人类，它使眼和手的动作更为协调，更有利于劳动生产和工作学习。
双眼单视障碍的人，即使每一眼的视力都正常，也缺乏立体感，称为立体盲。立体盲的人不能从事精细工作（如装配和使用精密仪器）及充当驾驶员、运动员等。

## 双眼单视的条件
双眼注视能力：两眼必须能注视一个目标，不论此目标如何变更方位和距离，都能协调地追踪此目标，使目标的物像始终投射在两眼的黄斑部。
正常视网膜对应点：以黄斑部中心凹为标志，两眼视网膜部位相同的各点，称之为视网膜对应点。换言之，如把两眼视网膜沿水平方向移动，以中心凹为重合点重叠起来，那么两眼的每一视网膜对应点恰好相吻合。若两眼同时看目标，物像必须同时投射在两眼视网膜对应点上，才能在视中枢融合成单一的物像。
两眼形成的物像必须相同或相似：这包括物像形状、大小、颜色、清晰度、亮度等，而且两眼视力必须相等或近似，物像相同或相似是视皮质中枢融合作用的基础。视网膜上物像不同可由屈光质疾病或配戴屈光度相差过多的矫正镜片引起。
两眼视野重叠范围必须够大：使注视的目标在两眼重叠的视野范围内。人和高级脊椎动物的两眼都位于头部的前方，两眼视野大部重叠，就会产生双眼单视。
正常的融合力：融合力是视皮质中枢把视网膜对应点传来的物像信息綜合成单一物像的能力，是后天获得的高级神经功能。缺乏融合力不仅不能形成双眼视觉，而且不能协调两眼眼球位置，有可能引起斜视。

## 双眼单视的优点
提高视力：由于双眼分辨两点的最小视角小于单眼，因此双眼同时看视力表的视力必然高于任何一眼的正常视力。而且一眼视力稍减退时，能被另一眼的正常视力弥补，以致在日常生活中并不觉察。
扩大视野：人的两眼视野大部重叠，但在颞侧一25~30的新月区并不重叠，因此双眼视野较单眼视野为大。此外，还可相互弥补生理盲点的缺陷。
有立体感：双眼视觉能比较准确地分辨周围环境物体的方向、位置和距离。单用一眼时对物体距离的判断是依据物体结构图和个人生活经验等，例如物体的部分掩盖、物像大小、清晰与模糊、明亮与阴暗、色调鲜明与浓淡等。

## 双眼複视
双眼複视有生理性的，有斜视引起的，还有因眼球位置改变产生的。诊断材料可用铅笔或手指，病人可单眼戴红玻璃镜片，或两眼分别戴红、绿玻璃镜片。眼球运动检查和複像检查可以确诊哪条或哪些眼外肌麻痺。

## 診斷及治療
要了解複視的原因，詳盡的眼科檢查極為重要，視情況所需，部份病人亦要接受腦神經系統測試。假若醫生懷疑眼腔或神經系統出問題，會建議病人接受電腦斷層掃描或磁共振成像以便提供進一步參考。就個別情況而論，如格雷夫斯眼病及重症肌無力，病人亦有需要進行抽血檢驗。此外，斜视度检查可以協助測量眼睛運動的角度及範圍，有助找出病因及觀察患者的進展。
一旦知道複視的病因，便可以對症下藥。屈光不正 (refractive error) 可以透過配戴適當度數的眼鏡改善，至於白內障及晶狀體異位等則需透過手術治療。如果發現複視由糖尿病、高血壓或甲狀腺眼疾引起，必須配合內科醫生的藥物治療來嚴格控制血糖、血壓及甲狀腺指數。不過正常的指數不等於「複視」會痊癒，因為部份由糖尿病、高血壓、腦神經受損或甲狀腺眼疾引發複視的患者，即使在適當的藥物治療下仍無法痊癒，屆時仍可能需要接受其他眼科治療如手術等。又假若「複視」由腦神經系統的問題所致，譬如腦血管瘤、重症肌无力等，則需要盡早轉介腦外科及腦科作進一步檢查和治療。